# Glenn Sekunda
Glenn Edward Sekunda (Camden, 15 luglio 1973) è un ex cestista statunitense con cittadinanza irlandese.

## Carriera
A livello universitario, Sekunda si divise tra due istituti: nel 1991 cominciò a frequentare la Syracuse University, ma fu in parte chiuso nel suo ruolo dalla presenza di Dave Johnson e di Lawrence Moten. Al secondo anno, con Johnson nel frattempo approdato in NBA ma con l'approdo del futuro compagno di squadra a Udine John Wallace, il suo utilizzo medio rimase comunque basso visto che passò da 8,0 a 12,2 minuti a partita.
Decise dunque di cambiare università, a costo di rimanere fermo una stagione per via delle regole NCAA, passando così alla Penn State University dove entrò praticamente subito a far parte del quintetto titolare. Nel 1996, al suo secondo e ultimo anno presso l'ateneo, con i suoi 13,0 punti contribuì a riportare Penn State al torneo NCAA da cui mancava dal 1991.

Sekunda nel 1996-97 alla Benetton Treviso

Grazie alla sentenza Bosman, emessa proprio pochi mesi prima, nell'estate 1996 poté approdare in Europa con lo status di comunitario grazie al passaporto irlandese in suo possesso per via delle origini della madre. Fu la Benetton Treviso ad ingaggiarlo con un contratto triennale. Al primo anno in biancoverde, sotto la guida tecnica di coach Mike D'Antoni, Sekunda occupò stabilmente un posto da titolare e si rivelò una pedina preziosa nella conquista del secondo scudetto della storia del club trevigiano: per esempio, in occasione della decisiva gara 5 (vinta 84-82) delle finali contro la Fortitudo Bologna, realizzò 23 punti in 22 minuti, tirando 3/3 da due, 4/6 da tre e 5/6 dalla lunetta. Complessivamente, chiuse quella stagione con 11,4 punti di media nelle 37 partite disputate tra regular season e play-off. Nella stagione 1997-1998, con il gioco del nuovo allenatore Željko Obradović, Sekunda faticò maggiormente ed ebbe un ruolo più marginale, tanto che il suo rendimento calò a 6,5 punti di media nei 17,0 minuti concessigli. L'ingaggio di Marcelo Nicola, formalizzato prima della stagione 1998-1999, fece abbassare ulteriormente le cifre di Sekunda (5,7 punti in 14,7 minuti): quell'anno, tuttavia, la Benetton vinse la Coppa Saporta, la seconda competizione europea per importanza.
Al termine del triennio trascorso a Treviso, Sekunda continuò a giocare nel campionato italiano a seguito dell'accordo biennale firmato nel giugno 1999 con i campioni d'Italia in carica della Pallacanestro Varese. La sua permanenza con i lombardi fu però breve, poiché, oltre ad avere un rendimento personale di soli 6,9 punti di media e oltre al fatto che la squadra era in crisi di risultati con sole 4 vittorie nelle prime 11 giornate, ad inizio dicembre Sekunda venne messo fuori rosa dopo una lite con il compagno di squadra Cristiano Zanus Fortes.

Sekunda nel 2000 al Basket Rimini

Praticamente in contemporanea al suo addio a Varese, Sekunda ad inizio dicembre 1999 si accasò al Basket Rimini, squadra anch'essa militante in Serie A1 ma che in quel momento condivideva l'ultimo posto in classifica con Reggio Emilia. Avendo già giocato in stagione in Eurolega con i varesini, non poté essere schierato dai romagnoli in Coppa Korać. In campionato, l'apporto di Sekunda (12,6 punti in regular season con il 45,6% da tre) contribuì al raggiungimento della salvezza e del terzultimo posto in classifica, utile per la qualificazione ai play-off. Confermato anche per la stagione 2000-2001, divenne il primo violino dei biancorossi a partire da quando Rodney Buford fuggì in NBA dopo la decima giornata. Nel finale di stagione il suo rendimento ebbe in parte una flessione, chiuse tuttavia il campionato con 21,0 punti di media che non furono però sufficienti ad evitare la retrocessione della squadra.
Nell'agosto 2001 diventò un nuovo giocatore del Club Bàsquet Sant Josep Girona, dove prese il posto di Ademola Okulaja. Collezionò 31 presenze in campionato nelle quali segnò 13,6 punti a gara, terzo miglior realizzatore stagionale della squadra dietro ad Adam Keefe e Jason Sasser. Nell'estate seguente, considerate anche le prestazioni individuali e, stando ai media spagnoli, il fatto di essere il giocatore più pagato della rosa, la dirigenza decise di uscire anticipatamente dal suo contratto.
Qualche mese più tardi, nel gennaio 2003, Sekunda venne ingaggiato da un'altra squadra della Liga ACB spagnola, il Caja San Fernando Siviglia. Giocò 20 partite partendo sempre dalla panchina tranne in un'occasione. Coach Gustavo Aranzana lo utilizzò per 14,3 minuti a gara, nei quali Sekunda viaggiò a 5,1 punti di media.
Nel novembre 2003 tornò a giocare nella Serie A italiana con l'approdo alla Pallalcesto Amatori Udine. Al termine di quella stagione, conclusa a 13,6 punti a partita, rinnovò con il club friulano per due anni. L'inizio della sua seconda annata con gli arancioni fu segnato da un infortunio alla caviglia risalente ad inizio settembre: provò a giocare le prime nove giornate di campionato, poi a novembre decise di ritornare temporaneamente negli Stati Uniti per operarsi. Rimase fuori causa per circa quattro mesi e mezzo, rientrando in campo solo il successivo 20 marzo quando fu decisivo nella vittoria contro Jesi. Quella seconda stagione a Udine la chiuse con 11,9 punti in 18 partite, mentre l'anno seguente realizzò 11,4 punti di media in 36 incontri tra regular season e play-off. Lasciò la squadra al termine dell'annata 2005-2006, una volta scaduto il suo contratto.
Il 25 luglio 2006 venne presentato come nuovo giocatore dello Scafati Basket, società che si apprestava a disputare da neopromossa il primo campionato di Serie A della propria storia. Quasi un mese più tardi, il 24 agosto, le visite mediche evidenziarono la presenza di una lesione del menisco mediale del ginocchio sinistro e di una lesione del legamento crociato anteriore occorsigli qualche giorno prima, quando ancora il giocatore era negli Stati Uniti.
Dopo aver saltato per via dell'infortunio l'intera annata 2006-2007, militò per 16 partite della stagione 2007-2008 nella seconda serie greca con la canotta dell'Īraklīs Salonicco, con cui totalizzò 9,0 punti di media.

## Palmarès
- Campionato italiano: 1

Pall. Treviso: 1996-1997
- Supercoppa italiana: 2

Treviso: 1997
Varese: 1999
- Coppa Saporta: 1

Pall. Treviso: 1998-1999